# Tommy Godwin (cyclisme, 1912)
Thomas « Tommy » Edward Godwin, né le 5 janvier 1912 à Stoke-on-Trent et mort en 1975 dans la même ville, est un coureur cycliste anglais qui a détenu le record du monde d'endurance cycliste sur une année civile (120 805 kilomètres) et détient toujours[Quand ?] celui du plus rapide[Quoi ?] pour atteindre 160 000 km.
En 1939, Godwin entre dans le Livre d'or du cyclisme britannique comme le plus grand coureur de longue distance du monde. Il a roulé 120 805 km en un an, avec une moyenne de plus de 320 km par jour. Ce record a tenu jusqu'en 2016.

## Biographie
Godwin est né en 1912 à Stoke-on-Trent. Pour aider sa famille, il a travaillé comme livreur pour un marchand de légumes (ou une maison de la presse) où le travail est réalisé avec un lourd vélo avec panier métallique. À 14 ans, Godwin a remporté son premier 25 milles (40 km) contre la montre en 65 minutes,.
Après son premier succès contre la montre, il a couru 40 miles en 1 heure 2 minutes à quatre reprises, et couvert 236 miles en 12 heures.
En 1933, il a obtenu le septième prix de la « British Best All-Rounder (en) », ouverte à tous les cyclistes amateurs dans le Royaume-Uni. Sa vitesse moyenne été de 34,207 km/h. Ses performances individuelles ont été :
- 50 milles, 2 heures 10 minutes 12 secondes (36,520 km/h)
- 100 milles, 4 heures, 40 minutes, 6 secondes (34,473 km/h)
- 12 heures – 231 5/8 milles à (31,063 km/h)[2]

Godwin a quitté son statut d'amateur du club Potteries CC pour devenir professionnel au Rickmansworth Cycling Club. Après plus de 200 courses sur route et contre la montre gagnées, le record kilométrage commençait.
En 1911, le magazine de cyclisme britannique, « Cycling Weekly » , a créé un concours pour le plus grand nombre de parcours de 100 milles ou « centuries » en une seule année. Le premier gagnant a été Marcel Planes, avec 332 « centauries », il a couvert 55 307 km. Selon The Sydney Morning Herald, la source d'inspiration pour cette compétition pourrait  être les efforts de Harry Long, un voyageur de commerce qui montait à vélo pour ses tournées en couvrant toutes les parties de l'Angleterre et de l'Écosse avec  40 839 km en 1910. Le record a été établi officiellement à neuf reprises. Un dixième, par le coureur anglais Ken Webb, a été rejetée
En 1937, l'Australien Ossie Nicholson (en) a retrouvé son record détenu par le Britannique Walter Greaves en couvrant 100 837,6 km. Le 1er janvier 1939, a 5h du matin, Godwin est parti pour ramener le record à la maison. Il n'était pas seul ; deux autres coureurs britanniques ont commencé le même jour, Edward Swann et Bernard Bennett. Swann s'est arrêté après 1 512,1 km, mais Bennett a lutté avec Godwin durant le reste de l'année. Par esprit sportif, leurs équipes de soutien, qui comprenaient des entraîneurs, sur engin, ont arrêté après 80 000 km, pour laisser aux coureurs le mérite complet de leur tentative. Godwin a été parrainé par Raleigh Bicycle Company et Sturmey-Archer (en).
Le vélo de Godwin vélo pesait plus de 14 kg. Quand la guerre est arrivée, il a roulé pendant le Black-out, ses lumières scotchées. Les knickers de soie ont été remplacés par des peaux de chamois et Godwin a maintenu son régime végétarien. Pendant les deux premiers mois, le kilométrage de Godwin était en retard de 1 484 km sur Nicholson. Godwin a augmenté sa moyenne quotidienne au-delà de 320 km par jour, et le 21 juin 1939 a terminé 581 km en 18 heures, la plus longue course de ce record.
Le 26 octobre 1939, Godwin a roulé dans Trafalgar Square après avoir terminé 100 838 km et gagné le record avec deux mois d'avance. Il a roulé l'hiver pour compléter 120,805 km dans l'année.
En mai 1940, après 500 jours de vélo, il a obtenu les 160 000 km du record. Godwin a passé des semaines à ré-apprendre à marcher avant de participer à la Seconde Guerre mondiale dans la Royal Air Force.
Godwin est remonté à vélo en 1945, comme amateur. Toutefois, en dépit d'une pétition par d'autres cyclistes, les organes directeurs ont statué que le fait d'avoir monté comme un professionnel, il était exclu du statut d'amateur. Godwin est devenu entraîneur et mentor des « Stone Wheelers ». Godwin est mort à l'âge de 63 ans, revenant d'une promenade à Tutbury Castle avec des amis.

## Commémoration
Le souvenir de Godwin est commémoré par une plaque au Fenton Manoir Sports Centre à Stoke-on-Trent, qui a été dévoilé en mars 2005 par Edie Hemmings, l'aboutissement de 30 ans de campagne par son défunt mari, George.
Godwin entré dans le Livre d'Or du Cyclisme britannique (en) au 31 décembre 1939 pour son record de plus de 320 km en moyenne par jour pendant un an.